# Marseille–Ventimiglia-vasútvonal
A Marseille–Ventimiglia-vasútvonal egy kétvágányú 259 km hosszú, normál nyomtávolságú 25 kV 50 Hz váltakozó árammal és 1500 V egyenárammal villamosított vasútvonal, mely a franciaországi Gare de Marseille-Saint-Charles pályaudvarról Monacón át, az olaszországi Ventimiglia városig halad. Ez a vonal Monaco egyetlen vasútvonala. 1858 és 1872 között épült. A vonalat a francia RFF üzemelteti. Egyaránt közlekednek rajta regionális, InterCity, elővárosi személyszállító vonatok és tehervonatok.

## Története
1852-ben döntöttek a Marseille és Toulon közötti vasútvonal építéséről. Ennek oka Toulon katonai kikötőjének kívánt fejlesztése volt, ezért a francia állam egy 1842-ben elfogadott törvény értelmében 26 millió frankot biztosított az építkezéshez. Összesen 14 évig tartott a vonal részleges megnyitása. A vonal első szakaszát 1858. október 20-án helyezte üzembe a PLM Marseille és Aubagne között.
A következő év május 3-án meghosszabbították Toulonig, majd a sínek 1862. szeptember 1-jén elérték Les Arcs állomást, és egy későbbi mellékvonalon keresztül Draguignanig közlekedhettek a vonatok. 1863-ban a Cagnes-sur-Mer-i, 1864-ben pedig a nizzai szakaszt helyezték üzembe. Négy évvel később a Monacói Hercegséget, 1869-ben pedig Mentont érték el. 1872. március 18-án zárt össze a Menton és Ventimiglia közötti határszakasz, miután az olasz tengerparti várost alig két hónappal korábban, 1872. január 25-én a genovai vasútvonal csatlakozott a vasúthoz. Ezt követte 1875-ben a Les Paulines és Les Salins-d'Hyères közötti mellékvonal. Az építkezés nehézséget jelentett a Massif des Maures formájában, amely 1862-ben 7000-8000, többnyire piemonti, belga vagy német munkást foglalkoztatott.
A vasútvonal hamarosan fontos összeköttetéssé vált az idegenforgalom növekedésének köszönhetően, mivel a legkülönbözőbb országokból érkező vonatokkal a Côte d'Azur-ra érkeztek a nyaralók. Körülbelül 1880-tól a második világháborúig ezek főként nemzetközi luxusvonatok voltak, mint például a Train Bleu vagy a Riviera Express. 1925-ben a CIWL az első Pullman Expressz, a Milánó-Nizza Pullman Expressz járatot indította el az útvonalon. A háború után olyan Trans-Europ-Express vonatokkal bővült a kínálat, mint a párizsi TEE Mistral és a milánói TEE Ligure, amíg a TGV-járatok forgalomba nem álltak.
A villamosítás, akárcsak az építkezés, több évet vett igénybe. 1965-ben villamosították a Marseille és Les Arcs közötti szakaszt, beleértve a Hyères-i mellékvonalat, 1967-ben a Les Arcs és Saint-Raphaël közötti szakaszt, 1968-ban a Cannes-i szakaszt is, majd 1969. január 28-án a teljes Marseille és Ventimiglia közötti vonalat. Marseille-St Charles és Marseille-La Pomme között, valamint a francia-olasz határ és a ventimigliai végállomás között a vonalat 1500 voltos egyenfeszültséggel, a vonal többi szakaszán 25 kilovolt 50 hertzes váltakozó feszültséggel villamosítottak. Ezért a TER-nél csak két áramrendszerű járműveket használnak, többek között az SNCF BB 22200 sorozatú villamos mozdonyokkal vagy az SNCF Z 24500 és az SNCF Z 6500 sorozatú emeletes motorvonatokat. A TGV-k mindegyik generációja egyébként is képes legalább a két francia áramellátási rendszerben közlekedni.
A TGV-k 1987. április 4. óta közlekednek a vonalon, miután Toulon és Hyères már 1984-ben összekapcsolódott. Kezdetben Nizzát Marseille-n keresztül kötötték össze Párizzsal, Lille-lel, Lyonnal vagy Genffel, ma már a teljes útvonalon közlekednek Ventimigliáig. 2008-ban a TER Provence-Alpes-Côte-d’Azur bevezette az ütemes menetrendet a vonalain.
2011-ben a vonal akkor került a címlapokra, amikor Franciaország 2011. április 17-én a határon megállíttatta és átvizsgálta a Ventimigliából érkező, főként tunéziai menekültekkel és emberi jogi aktivistákkal teli TER PACA vonatot, és intézkedésként egész napra lezárta a Menton és Ventimiglia közötti összeköttetést. Ennek oka az volt, hogy sok tunéziai migráns kapott vízumot Olaszországba való belépéskor, és ezt felhasználva akartak Franciaországba költözni. Ennek következtében a ventimigliai vasútállomást mintegy 200 tunéziai és emberi jogi aktivista foglalta el. A sok kritika ellenére Franciaország az EU-tól támogatást kapott az intézkedéshez.
A részleges túlterheltség miatt a vonalat részben háromvágányúvá építették át: Nizza körzetében a harmadik vágányt Antibes és Cagnes-sur-Mer között 2013. december 15-én helyezték üzembe, ugyanez az intézkedés Marseille és Aubagne között történt.

## Képek

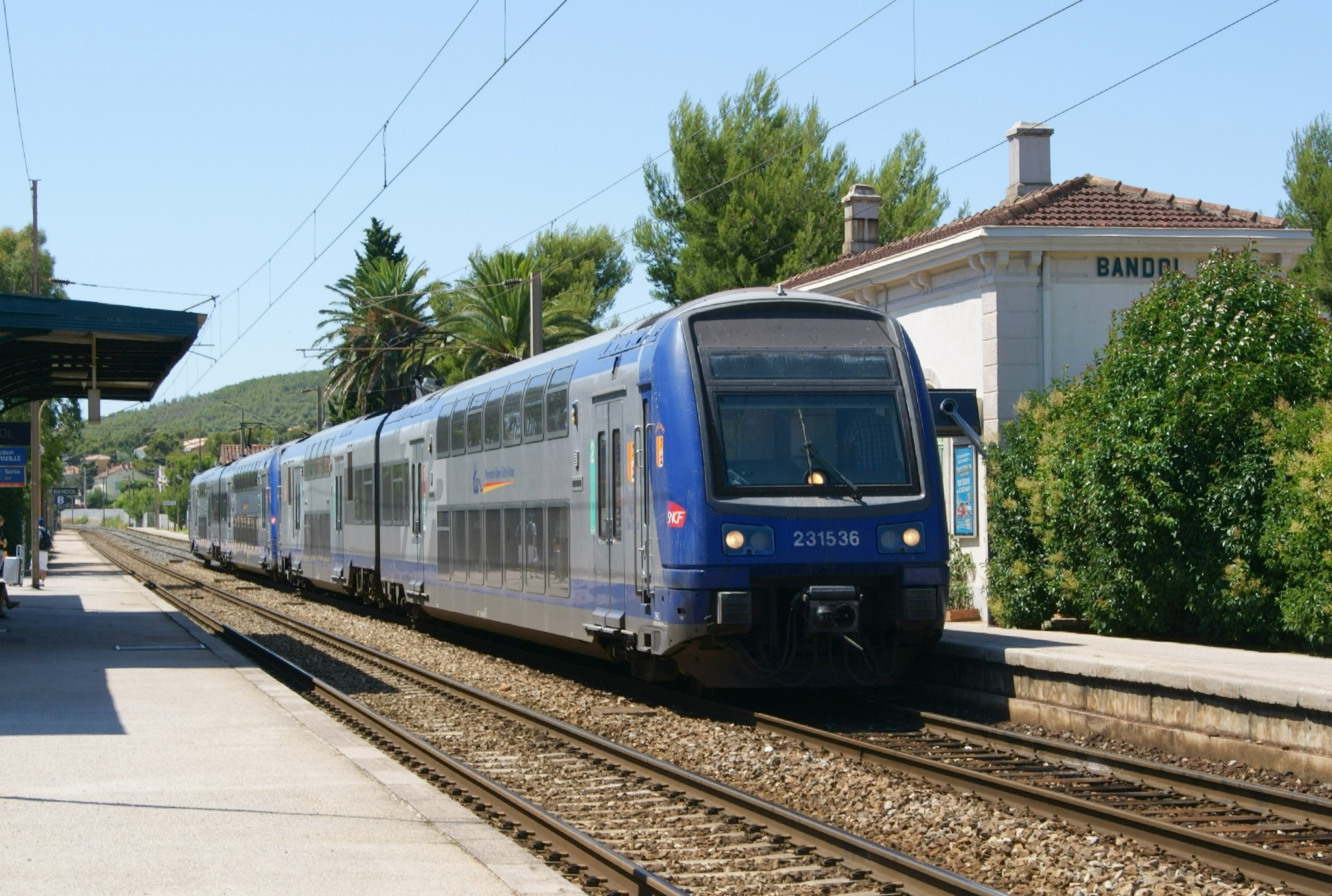
TER PACA Bandol állomáson
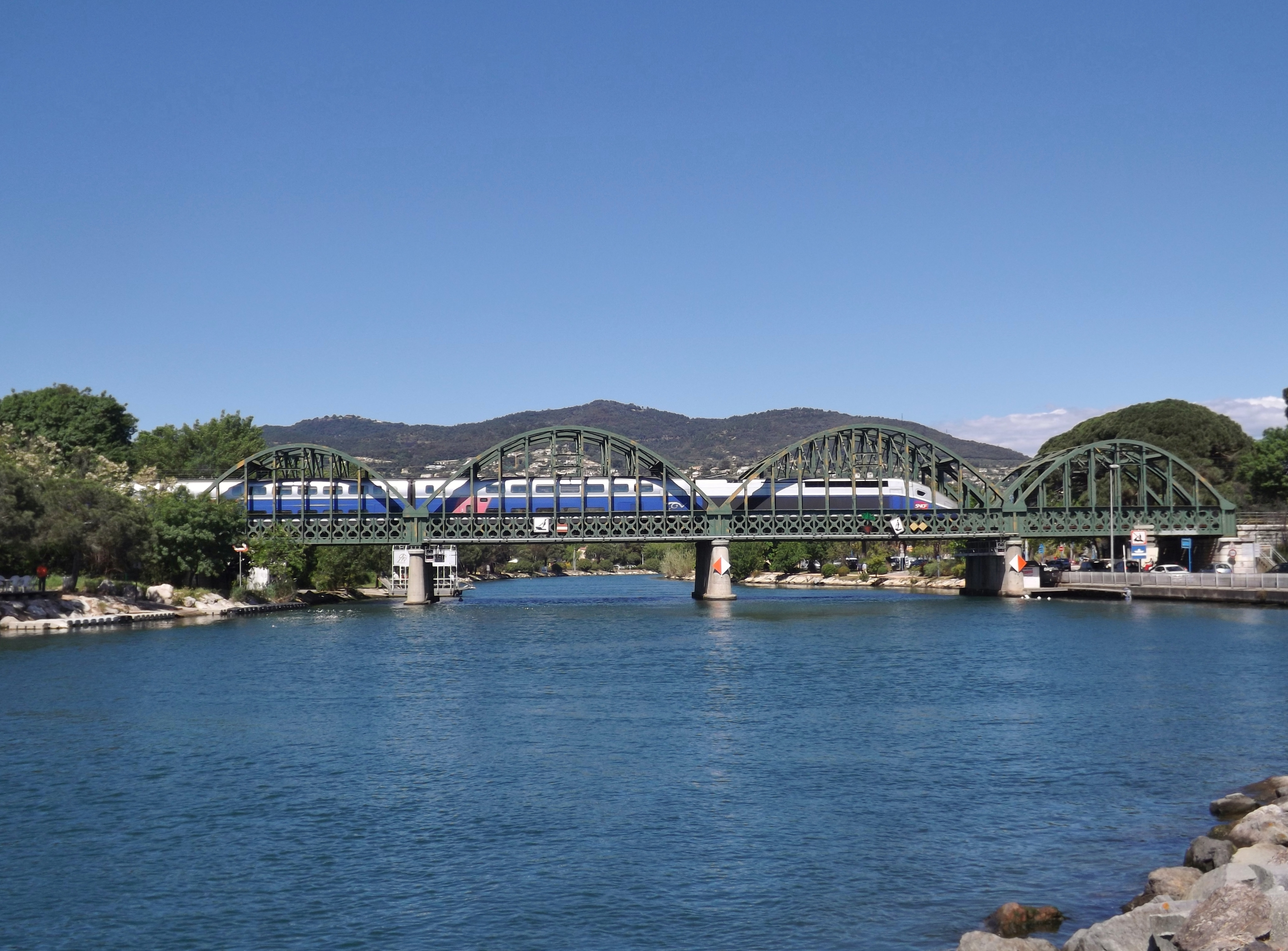
Egy TGV Duplex keresztezi a Siagne folyót Alpes-Maritimes településen
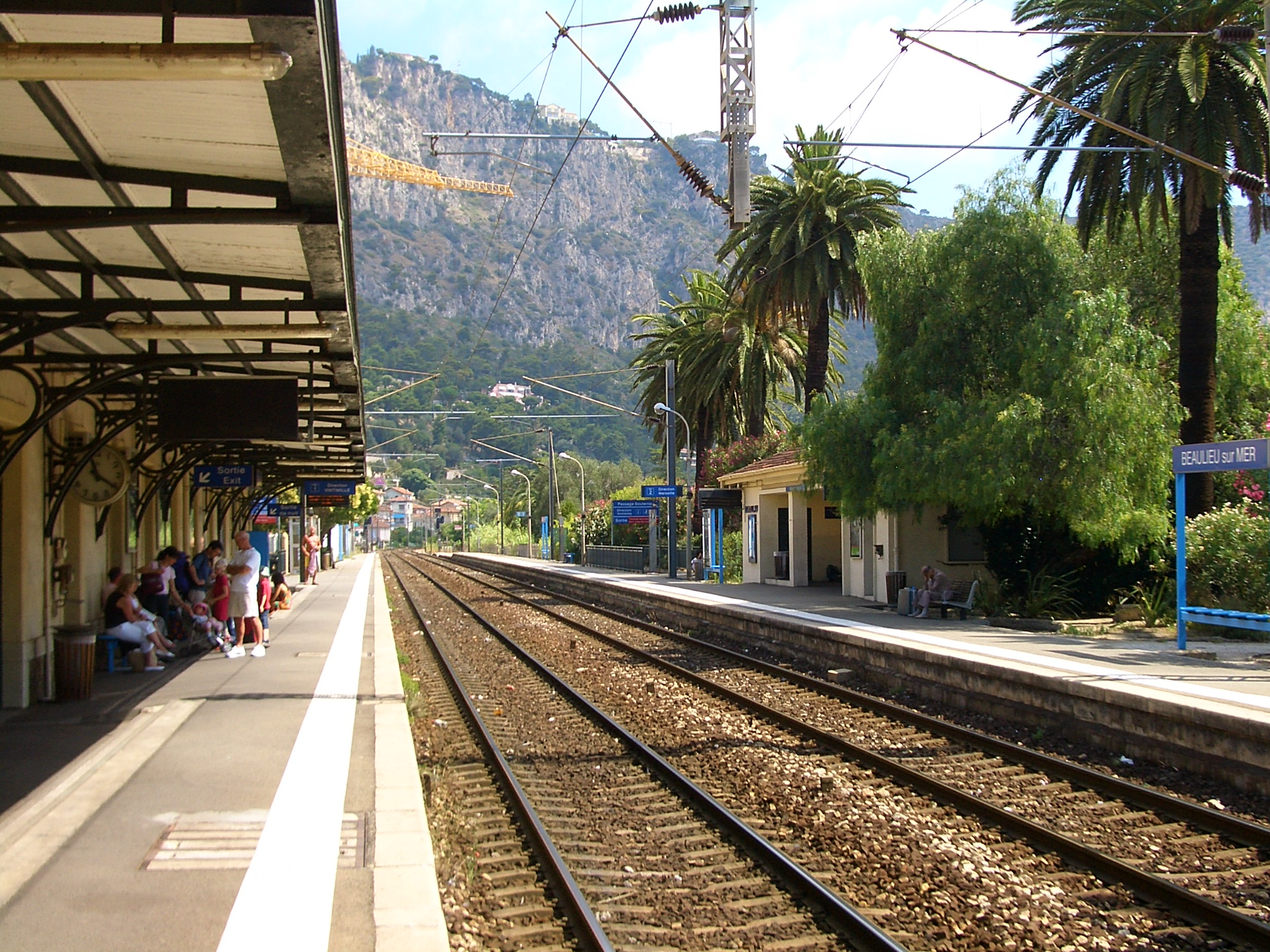
Beaulieu-sur-Mer
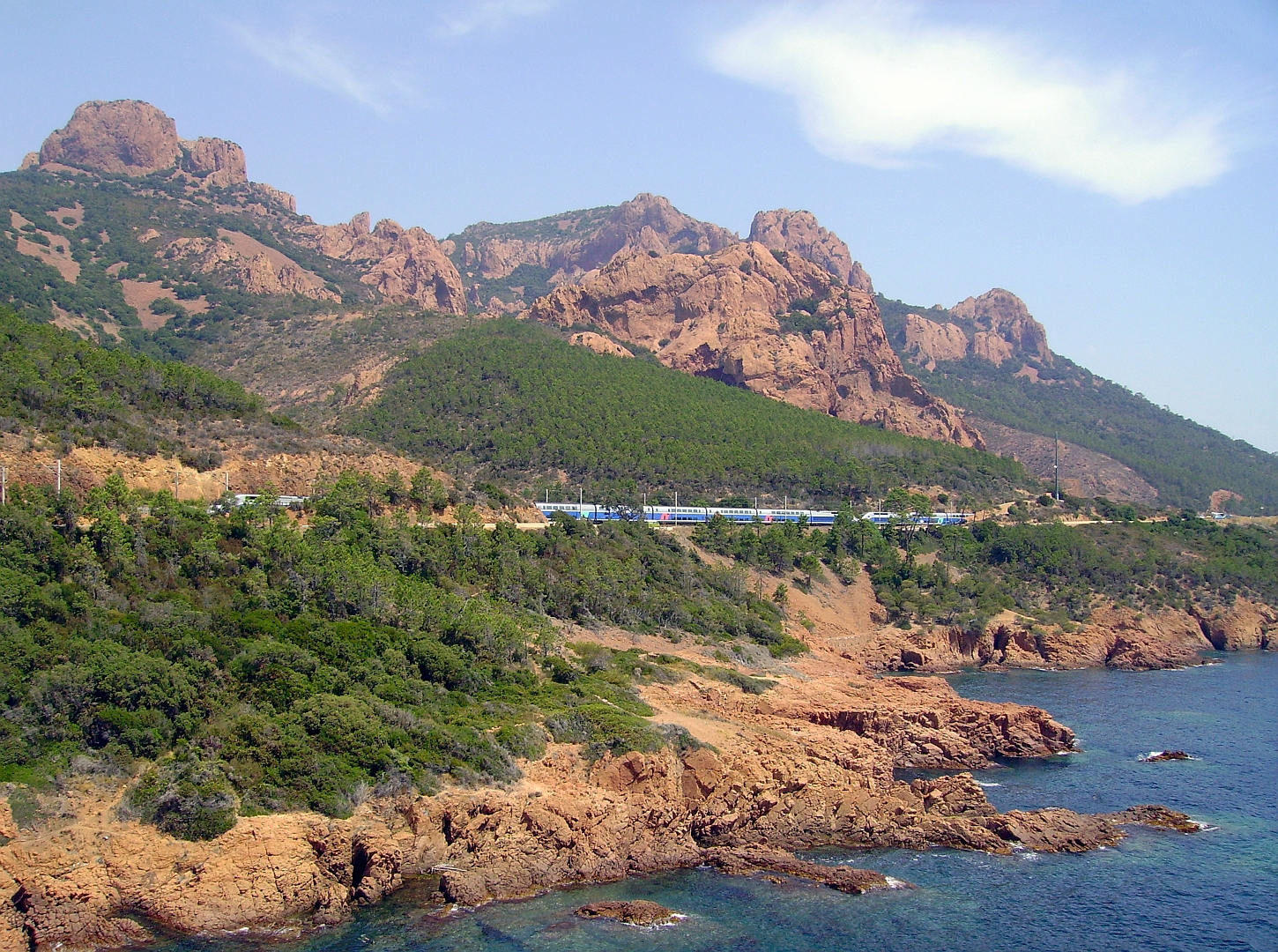
TGV Duplex és a Massif de l'Esterel
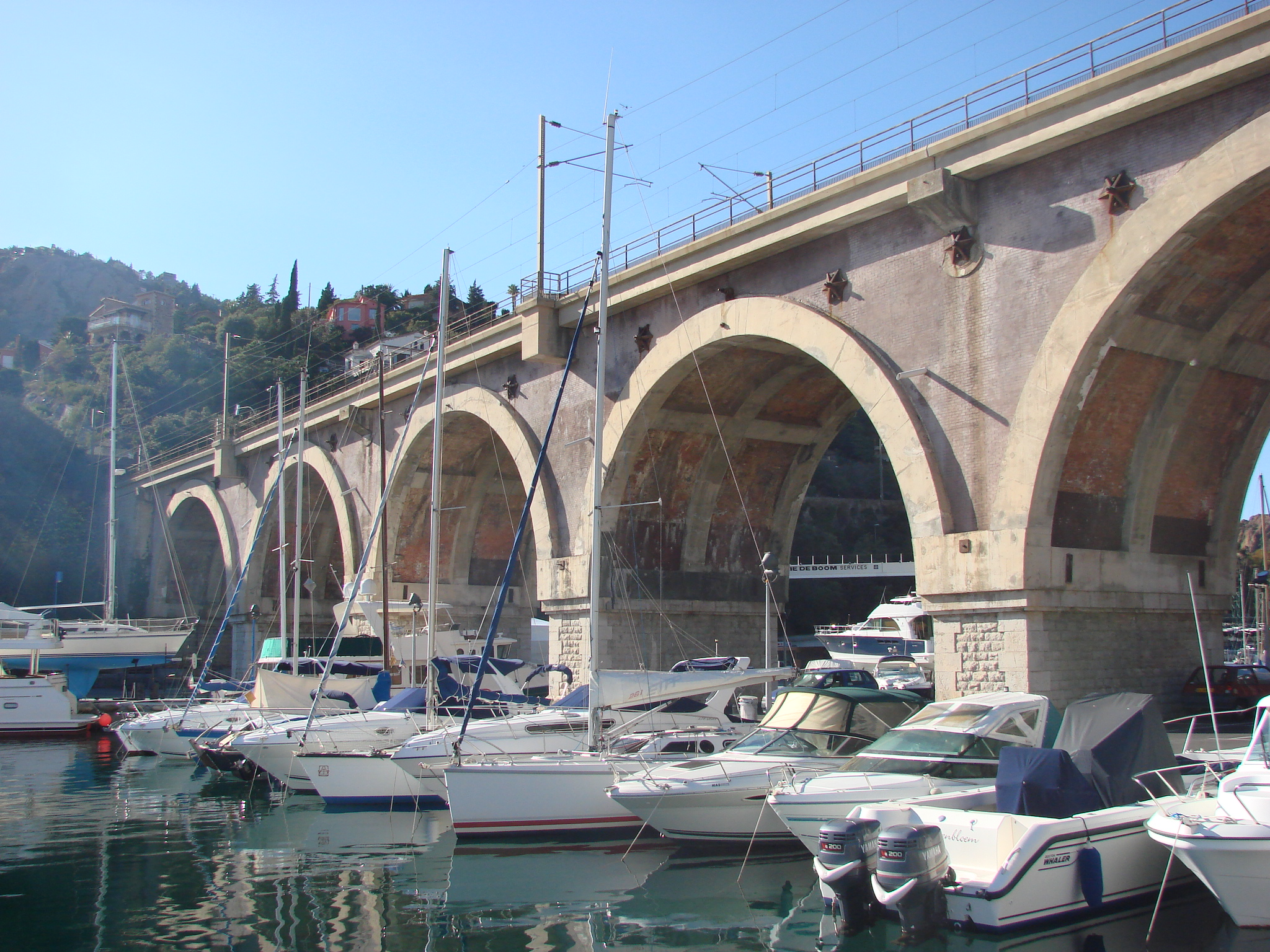
Théoule-sur-Mer
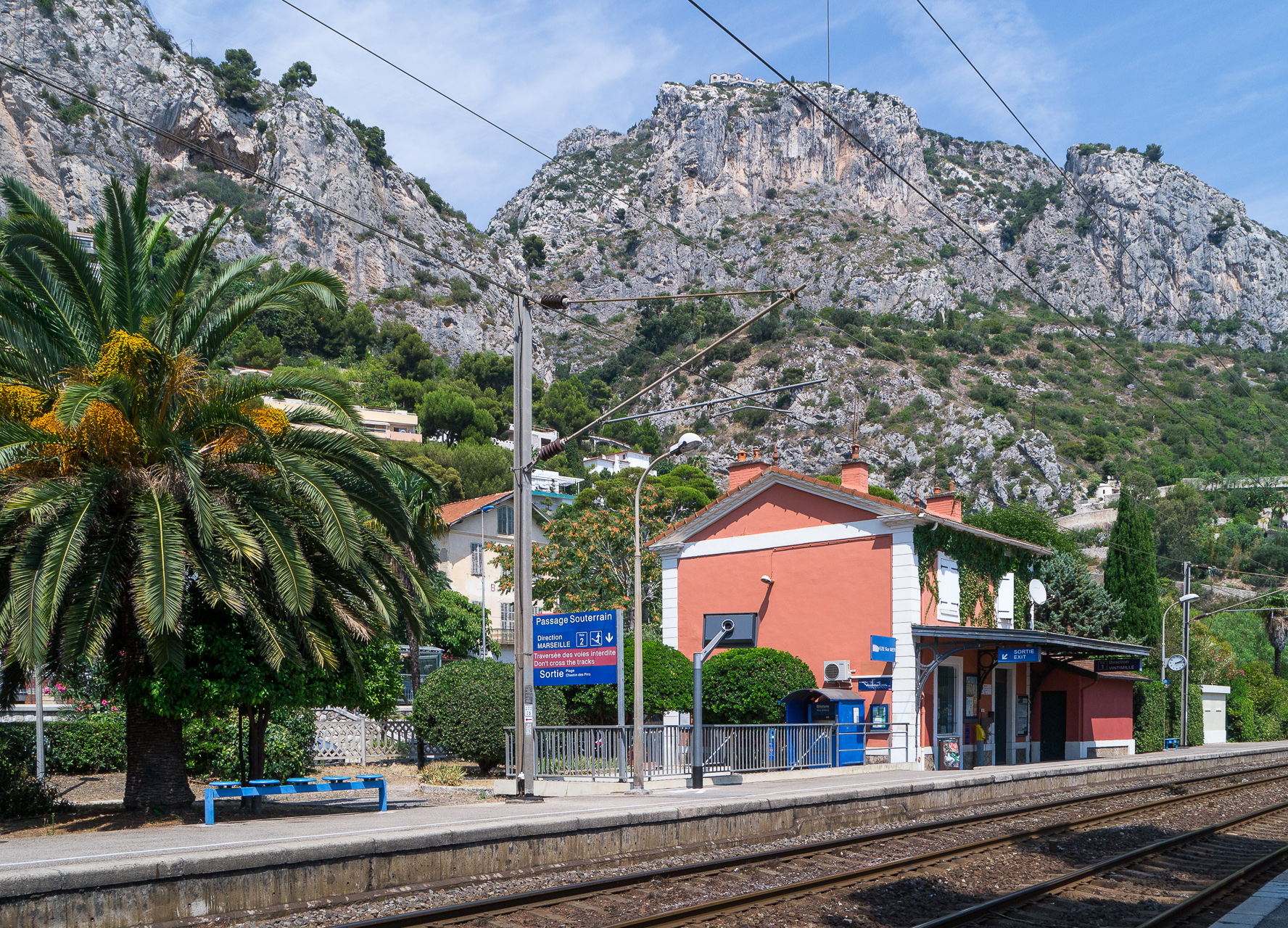
Èze-sur-Mer
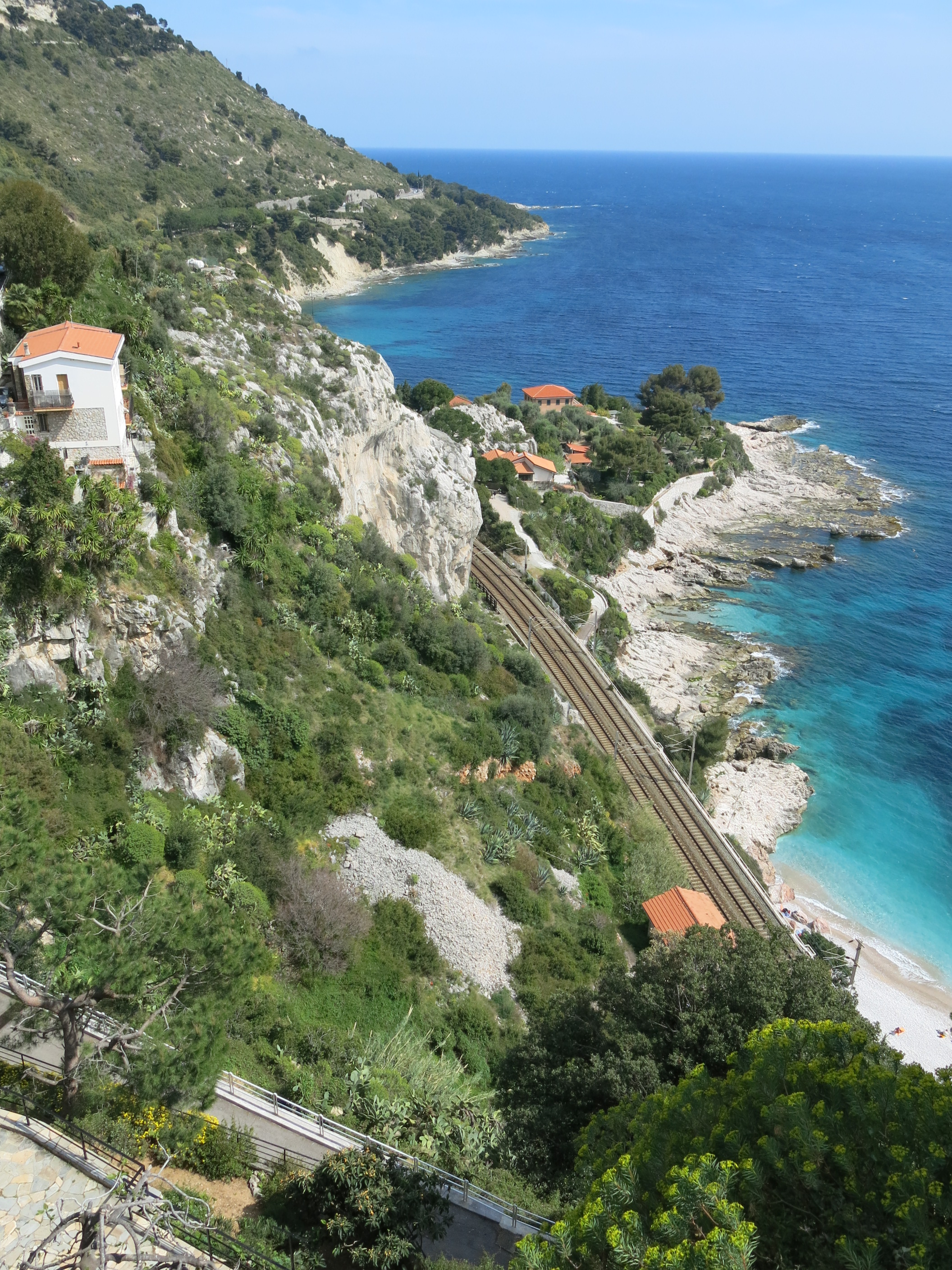
A vonal Ventimiglia közelében